# Monte (Chantada)
Monte (llamada oficialmente San Miguel do Monte) es una parroquia española del municipio de Chantada, en la provincia de Lugo, Galicia.

## Otras denominaciones
La parroquia también es conocida por el nombre de San Miguel de Monte.

## Organización territorial
La parroquia está formada por cuatro entidades de población:
- Argozón
- Moreiras
- Quinzán do Monte
- San Miguel

## Demografía
| Gráfica de evolución demográfica de Monte entre 2000 y 2019 |
|                                                             |
| Datos según el nomenclátor publicado por el INE.            |